# Pseudovates tolteca
Pseudovates tolteca es una especie de mantis de la familia Mantidae.

## Distribución geográfica
Se encuentra en Brasil y México.